# اوریبیا
اوریبیا (به اسپانیایی: Uribia, La Guajira) یک سکونتگاه مسکونی در کلمبیا است که در بخش لا گواخیرا واقع شده‌است.

## نگارخانه

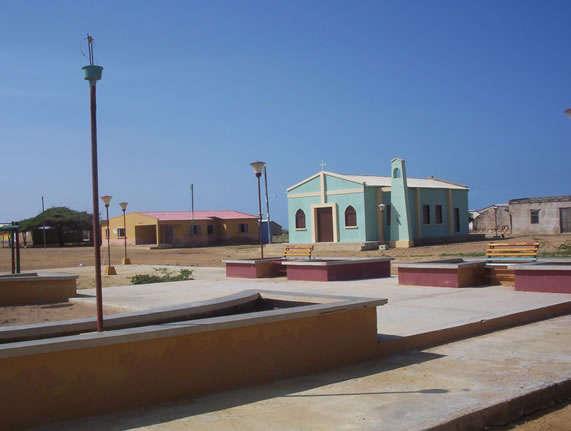
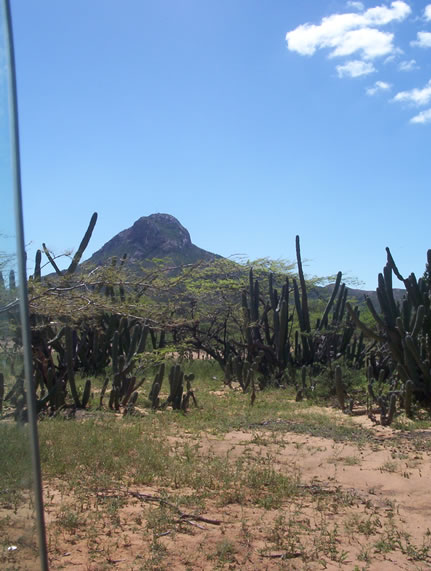

## خصوصیات
اوریبیا ۱۱۶٬۶۷۴ نفر جمعیت دارد.